# Biserica „Sfântul Dumitru” din Musaitu
Biserica „Sf. Dumitru” este o biserică amplasată în Musaitu, raionul Taraclia, Republica Moldova. Este un monument arhitectural de importanță națională inclus în Registrul monumentelor Republicii Moldova ocrotite de stat cu nr. 375 (raionul Taraclia). Datează din 1814.